# Montagnula hirtula
Montagnula hirtula är en svampart som tillhör divisionen sporsäcksvampar, och som först beskrevs av Petter Adolf Karsten, och fick sitt nu gällande namn av Adrian Leuchtmann. Montagnula hirtula ingår i släktet Montagnula, och familjen Montagnulaceae. Arten är reproducerande i Sverige.